# Neoperla flinti
Neoperla flinti är en bäcksländeart som beskrevs av Ignac Sivec 1984. Neoperla flinti ingår i släktet Neoperla och familjen jättebäcksländor. Inga underarter finns listade i Catalogue of Life.